# Aleksandar Mitreski
Aleksandar Mitreski (født 5. august 1980 i Ohrid, Jugoslavien) er en makedonsk tidligere fodboldspiller (midtbane).
Mitreski spillede i perioden 2002-2007 32 kampe for Makedoniens landshold. På klubplan tilbragte han sin karriere i Schweiz og Tyskland, hvor han blandt andet repræsenterede BSC Young Boys, Grasshoppers, FC Köln og FC Nürnberg.